# Великий бостонський тунель
42°21′43″ пн. ш. 71°03′20″ зх. д. / 42.36197° пн. ш. 71.05562° зх. д.
Великий бостонський тунель (англ. Central Artery/Third Harbor Tunnel Project; неоф. англ. Big Dig — Велика траншея) — 8-смугова магістраль, найдорожчий проект в історії будівництва США. Кошторисна вартість понад 14,6 млрд доларів. Витрати на будівництво становили 3 млн доларів в день. Використано понад 150 кранів. Брало участь понад 5000 осіб. Щодня вивозили 1200 вантажівок зсуву ґрунту. Після будівництва покращилася екологічна обстановка в місті та рівень чадного газу знизився на 12 %. При будівництві жодного будинку не зруйновано.
У тунелі не може працювати стільниковий зв'язок через те, що епоксидна смола, за допомогою якої з'єднуються стінки тунелю, не може витримати додаткової ваги базових станцій.

## Будівництво

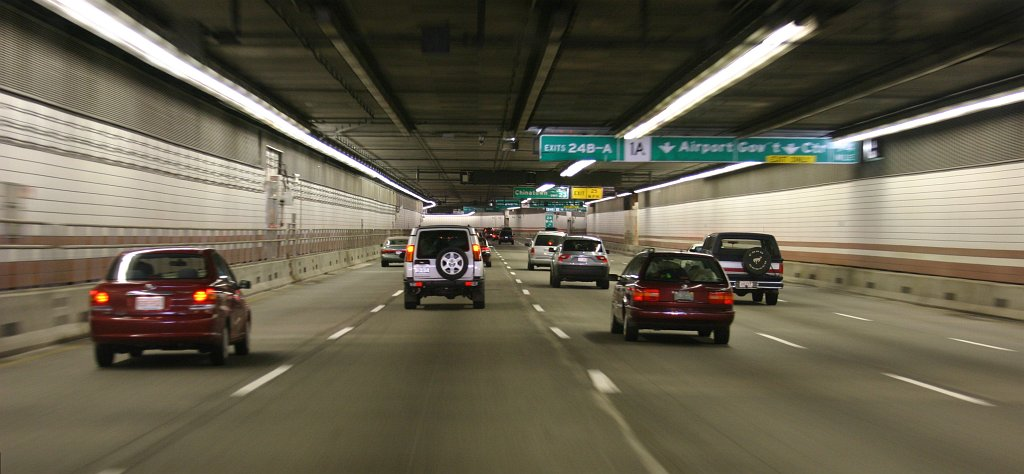
У тунелі

В середині XX століття для розв'язання транспортної проблеми міста була побудована автострада — головна артерія міста. Було виселено багато людей, а їхні будинки знесені. Місце під автострадою так і залишилося незадіяним. Місто страждало від забруднення повітря.
Після 16 років очікування фінансування від Конгресу будівництво розпочалося. 2,6 млрд доларів становив початковий кошторис.
Перша частина будівництва була закінчена з відкриттям 15 грудня 1995 року тунелю Теда Вільямса.
Його потрібно було з'єднати з трасою I-90. Але будівництво було ускладнене тіснотою: з одного боку завод «Gillette», а з іншого поштова служба США.
Далі потрібно було прокласти тунель під протокою. Ситуація ускладнювалася тим, що під протокою у 8 метрах під водою проходить червона лінія метро. Рух поїздів не можна було зупиняти. Вирішено було прокласти тунель під протокою і за 1,5 метра над метро. При найменшій необережності Атлантичний океан міг затопити метрополітен.
Далі довелося будувати тунель під колією, що прямує до вокзалу. Цього разу проблемою було те, що 70 % Бостона побудовано на насипній суміші цегли, деревини тощо. Нижче проходив шар різноманітного ґрунту (крім глини були й інші ґрунти).
Інженери заморозили ґрунт, оскільки ніякі інші заходи зміцнення ґрунту не підходили. На 5 метрах під землею під рейками було зроблено тунель.
Далі треба було прокласти трасу через центр міста до з'єднання з 90 магістраллю.
Тунель буде продовжуватися над тим місцем, де розміщена автострада (де високий рівень ґрунтових вод), яку він замінить. Інженери підняли 550 тис. тонн заліза і металу за допомогою домкратів, розташованих далі від дороги, побудували тунель і вже тільки після цього розібрали автостраду, рух по якій не припинявся.
В рамках цього проекту був також побудований найширший 10-смуговий вантовий міст у світі.